# Antoinette Torres Soler
Antoinette Torres Soler (La Habana, 1975) es periodista, colaboradora de medios como El País, Eldiario.ES, Cadena SER y RTVEf y fundadora y directora del medio digital y la comunidad Afroféminas, que nació en 2014 para visibilizar y dar voz a las mujeres afrodescendientes en España, donde reside desde 2007. 

## Trayectoria
Antoinette Torres se licenció en Filosofía por la Universidad de La Habana. En Cuba, ejerció como profesora en la Universidad de las Artes de La Habana. Posteriormente migró a España, donde cursó un Máster en Comunicación de Empresas y Publicidad por la Universidad de Zaragoza, 
En el año 2014, Antoinette Torres fundó Afroféminas, el primer medio dedicado a las mujeres negras/afrodescendientes en España. Como directora de Afroféminas ha impulsado también la creación de Afroféminas TV, una plataforma de streaming propia, enfocada en las voces y experiencias de mujeres racializadas. Desde 2015 dicta conferencias y talleres sobre temas relacionados con los microrracismos y micromachismos a las mujeres migrantes y afrodescendientes. En 2018 publicó el libro  “Viviendo en modo Afroféminas“.
En su labor como divulgadora, ha dictado talleres de microrracismos y micromachismos. En 2025 comenzó el desarrollo microcortos como "Cuando todo parece normal" o "La papelera". También ha creado Afro & Eco, una empresa social dedicada a la creación de muñecas hechas a mano y con materiales sustentables. 